# Pole Position (мультсериал)
«Поул Позиция» (англ. Pole Position) — американский приключенческий мультсериал, выпущенный по мотивам одноимённой компьютерной игры, выходивший на канале CBS в субботу утром с сентября 1984 по август 1985 года.

## Сюжет
Мультфильм повествует о группе сирот Дерретов: Тесс, Дэне и Дейзи, родители которых являлись агентами тайной организации «Поул Позиция», которую возглавляет их дядя Закари Деррет. Тесс и Дэн выступают под прикрытием в трюковом автошоу Pole Position Stunt Show, а на самом деле ведут борьбу с криминалом и шпионажем. Их основным оружием являются сверхтехнологичные автомобили, оснащённые компьютерами с высоким уровнем искусственного интеллекта.

## Персонажи
На протяжении всего сериала сохраняется постоянный состав протагонистов, в то же время в каждом новом эпизоде появляются новые противники
- Тесс Деррет (Tess Darrett) — старшая сестра семьи Дерретов, спокойная и рассудительная, по сути является лидером команды, выступает на автомобиле Ford Mustang, в паре с компьютером Вилсом.
- Дэн Деррет (Dan Darrett) — импульсивный и самоуверенный брат Тесс, так же выступает каскадером на футуристическом автомобиле, выдержанном в стиле спорткаров Lotus. напарником является компьютер Роди.
- Дейзи Деррет (Daisy Darrett) — самая младшая из Дерретов, ей около 10 лет. Мечтает стать гонщиком как и её брат с сестрой. Любит компьютерные игры и своего питомца Куму.
- Закари Деррет (Dr. Zachary Darrett) — руководитель тайной организации «Поул Позиция». Взял под опеку своих племянников после смерти их родителей. Большую часть сериала общается с ними по видео-связи.
- Кума (Kuma) — питомец Дейзи. Искусственный генно-модифицированный организм, представляет собой гибрид кошки и обезьяны. Кума довольна умна для животного, способна понимать человеческую речь и даже произносить некоторые слова на английском.
- Вилс (Wheels) — компьютер Тесс, подключается к её автомобилю. Обладает высоким искусственным интеллектом (его имя дословно переводится как «колеса»)
- Роди (Roadie) — компьютер Дэна, более новая модель компьютера, так же обладающего высоким искусственным интеллектом. Подключается к автомобилю Дэна.

## Список серий
| №. | Название серии                      | Дата трансляции | Описание |
| -- | ----------------------------------- | --------------- | --- |
| 1  | Код                                 | 15.09.1984      | Злодей Вэнс хочет уничтожить компьютерную сеть «Поул Позиции», для чего ему нужно похитить Роди и Вилса.                                                                                 |
| 2  | Пропавшая собака                    | 22.09.1984      | Дэн и Тесс должны присмотреть за собакой известного биолого, в лаборатории которого случился странный пожар.                                                                             |
| 3  | Курица, которая слишком много знала | 29.09.1984      | Два помощника пропавшего археолога пытаются заполучить его курицу, которая попадает в руки Дерретов, теперь агентам «Поул Позиции» предстоит раскрыть тайну птицы.                       |
| 4  | Незнакомцы во льдах                 | 06.10.1984      | Дэн и Тесс должны доставить доктора Рассела для тестирования нового спутника связи, но выясняется, что Расселов двое. Кто из них самозванец?                                             |
| 5  | Гонка                               | 13.10.1984      | Что бы не дать увести из страны чип с компьютерной программой Дэн участвует в гонке США-Мексика, и до её окончания нужно вычислить контрабандиста.                                       |
| 6  | Тридцать девять полос               | 20.10.1984      | Неизвестный вандал крадет часть картин именитого художника, для чего? Дерретам предстоит это выяснить.                                                                                   |
| 7  | Загадка 31 цента                    | 27.10.1984      | Преступники похищают Куму, что бы использовать её природную ловкость в своих целях. |
| 8  | В случае магии набирайте «М»        | 03.11.1984      | Дэн, Тесс и Дейзи прибывают в маленький городок в пустыне, для выступления, но быстро узнают, что он захвачен потусторонними силами, так ли это?                                         |
| 9  | Дела медвежьи                       | 10.11.1984      | Знаменитый инженер пропал. И единственный ключ к его местонахождению — плюшевый медвежонок.                                                                                              |
| 10 | Поймать вора                        | 17.11.1984      | Дерреты берут отпуск и отправляются в родной город, где у Тесс похищают медальон. Теперь поймать вора дело семейной чести.                                                               |
| 11 | Секрет                              | 24.11.1984      | Мэр и шериф маленького городка хранят от чужих глаз некий секрет, и делают всё, что бы Дерреты не узнали про него.                                                                       |
| 12 | Тень форели                         | 01.12.1984      | Кто-то похитил дядю Зекари и при этом явно пытается подставить его племянников. |
| 13 | Неприятности с Кумой                | 08.12.1984      | Прибыв на остров, где доктор Лонго проводит генетические опыты, команда «Поул позиция» узнает что его ассистенты готовятся совершить преступление. При этом к острову идет волна цунами. |

## Отзывы
Отметив, что этот детский научно-фантастический сериал 1984 года во многом предвосхищал технологии, ставшие доступными лишь в следующем столетии, главный редактор сайта SideQuesting Далибор Димовски в своём обзоре выразил сожаление по поводу крайне низкого качества сценария.

## Издания
21 апреля 2008 года Brightspark Productions выпустила все 13 серий на DVD.
10 января 2012 года фирма Mill Creek Entertainment выпустила 10 из 13 серий вместе с 10 сериями мультфильма C.O.P.S. и 10 сериями мультфильма «Джейс и воины на колёсах» (англ. Jayce and the Wheeled Warriors).
Сериал доступен на английском языке на канале анимационной студии WildBrain, которой перешли права на произведения DIC Entertainment.

## Награды
- 1985 «Pole Position» получил награду: Daytime Emmy Awards[6].